# Мбанда Лима, Сантьяго
Сантьяго Мбанда Лима (порт. Santiago Mbanda Lima; также известный как Сантьяго Д'Алмейда Феррейра порт. Santiago D’Almeida Ferreira, род. 18 мая 1989 года; Визеу, Португалия) — англо-португальский артист и интерсекс-активист. Он является соучредителем и содиректором неправительственной организации «Ação Pela Identidade». Он стал первым интерсекс-человеком  в Португалии, который сделал каминг-аут. Также он выступает за антирасистские и феминистские идеи.

## Биография
Мбанда Лима родился в городе Визеу. Работал там же, также и в других городах Португалии и в Германии. На данный момент живёт в Лиссабоне, где в 2015 году он учредил «Ação Pela Identidade».

## Правозащитная деятельность
Мбанда Лима публично раскрыл, что является интерсекс-человеком в речи перед Национальным Собранием Республики на публичных слушаниях 5 мая 2015 года, инициируя законодательный процесс для закона о защите людей по признаку пола. В апреле 2016 года он был отмечен в американском журнале The Advocate, а в январе 2018 года он дал интервью Фатиме Лопес для ток-шоу A Tarde é Sua, траслируемого Televisão Independente.
26 января 2018 года Мбанда Лима выступил перед Подкомитетом по вопросам равенства и недискриминации в контексте парламентских дебатов по предлагаемому закону 38/2018 от 7 августа о праве на самоопределение по признаку пола и защите половых признаков. В мае 2018 года он стал единственным интерсексом, принявшим участие в правительственной кампании «Trans and Intersex: #DireitoASer», организованной для Международного дня борьбы с гомофобией, трансфобией и бифобией во время 6-го Международного форума IDAHOT, который впервые проводился в Лиссабоне. Событие последовало за публикацией 13 апреля 2018 года законопроекта 38/2018.

## Артистизм
Мбанда Лима занимается художественными проектами под названием «Ягомбанда». С 2015 года он предлагает семинары по артистизму. В 2016 году он вместе с Ação Pela Identidade запустил кампанию #AnoGisberta, посвященную 10-й годовщине убийства Гисберты Сальсе, бразильской транс-женщины и секс-работницы, которая была убита в Португалии в 2006 году.
В 2018 году он вернулся в свой родной город, чтобы открыть «Дом Ягомбанды,» вдохновленный квир- и афро-культурами, выступая на 19-м Театральном фестивале Визеу 18 мая 2018 года с монологом «Хроника неудачи». 7 и 8 июля 2018 года он выступал в Jardins Efémeros.